# Oneida County (New York)
Oneida County ist ein County im Bundesstaat New York der Vereinigten Staaten. Bei der Volkszählung im Jahr 2020 hatte Oneida County 232.125 Einwohner und eine Bevölkerungsdichte von 74,0 Einwohnern pro Quadratkilometer. Der Verwaltungssitz (County Seat) ist Utica.

## Geographie
Oneida County liegt im Hügelland östlich des Ontariosees in einer vornehmlich durch die letzte Eiszeit geprägten Gegend. Größtes Gewässer ist der Oneida Lake im Westen des Countys, an dessen Süd- und Ostufer einige der Siedlungen des Countys liegen. Der Pools Brook, ein im Unterlauf kanalisierter Fluss, verbindet die Industriezentren Utica und Rome über den Oneida Lake und dessen Abfluss mit dem Ontariosee. Nördlich von Rome entspringt zudem der Mohawk River. Nennenswerte Erhebungen fehlen; die höchsten Hügel erheben sich im Süden bis auf etwa 300 Metern Höhe, im Norden bis auf 400 Meter.
Das County hat eine Fläche von 3.255,9 Quadratkilometern, wovon 117,1 Quadratkilometer Wasserfläche sind.

### Umliegende Gebiete
| Oswego County  | Lewis County   | Herkimer County |
| Oswego County  |                | Herkimer County |
| Madison County | Madison County | Otsego County   |

## Geschichte

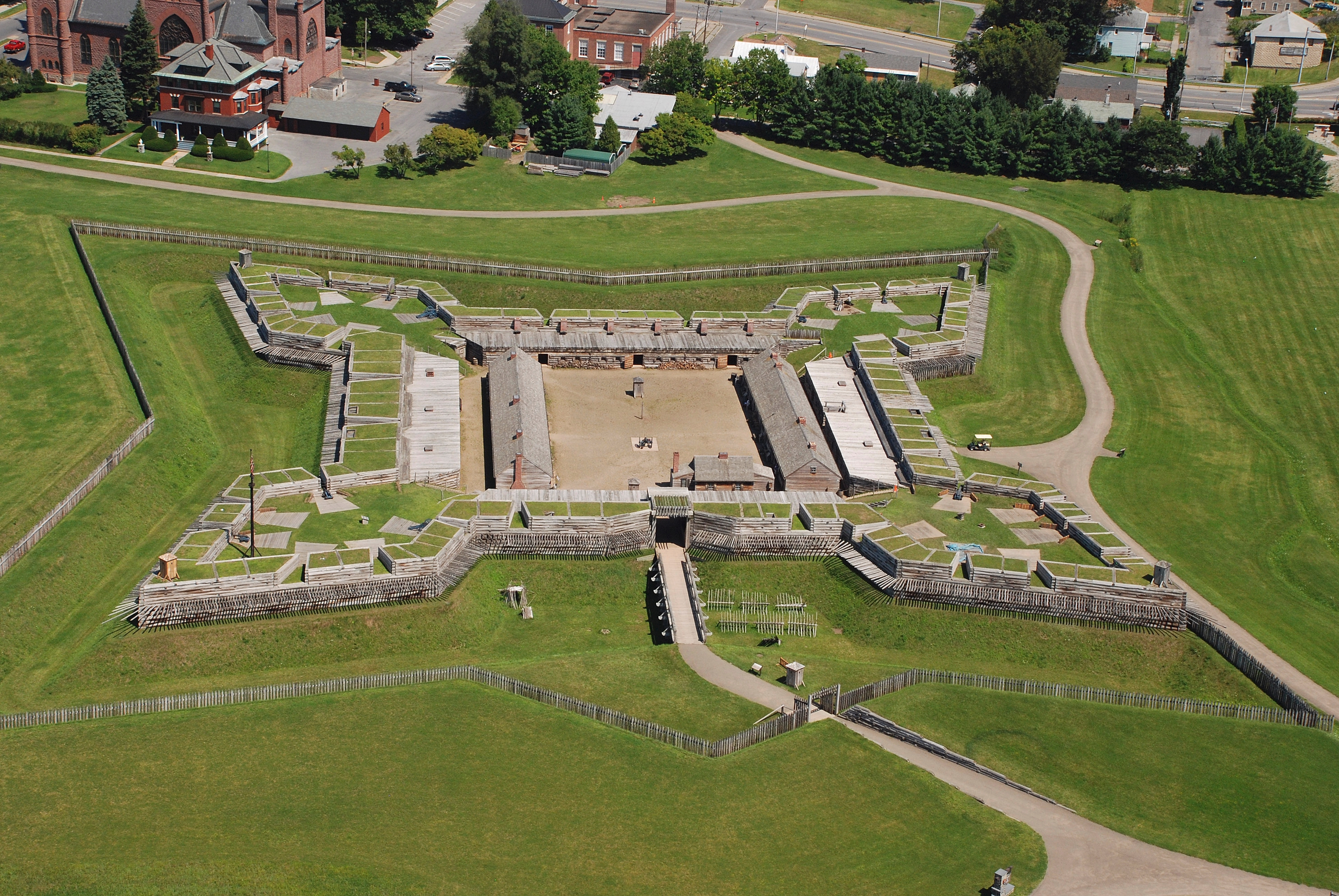
Fort Stanwix (2015)

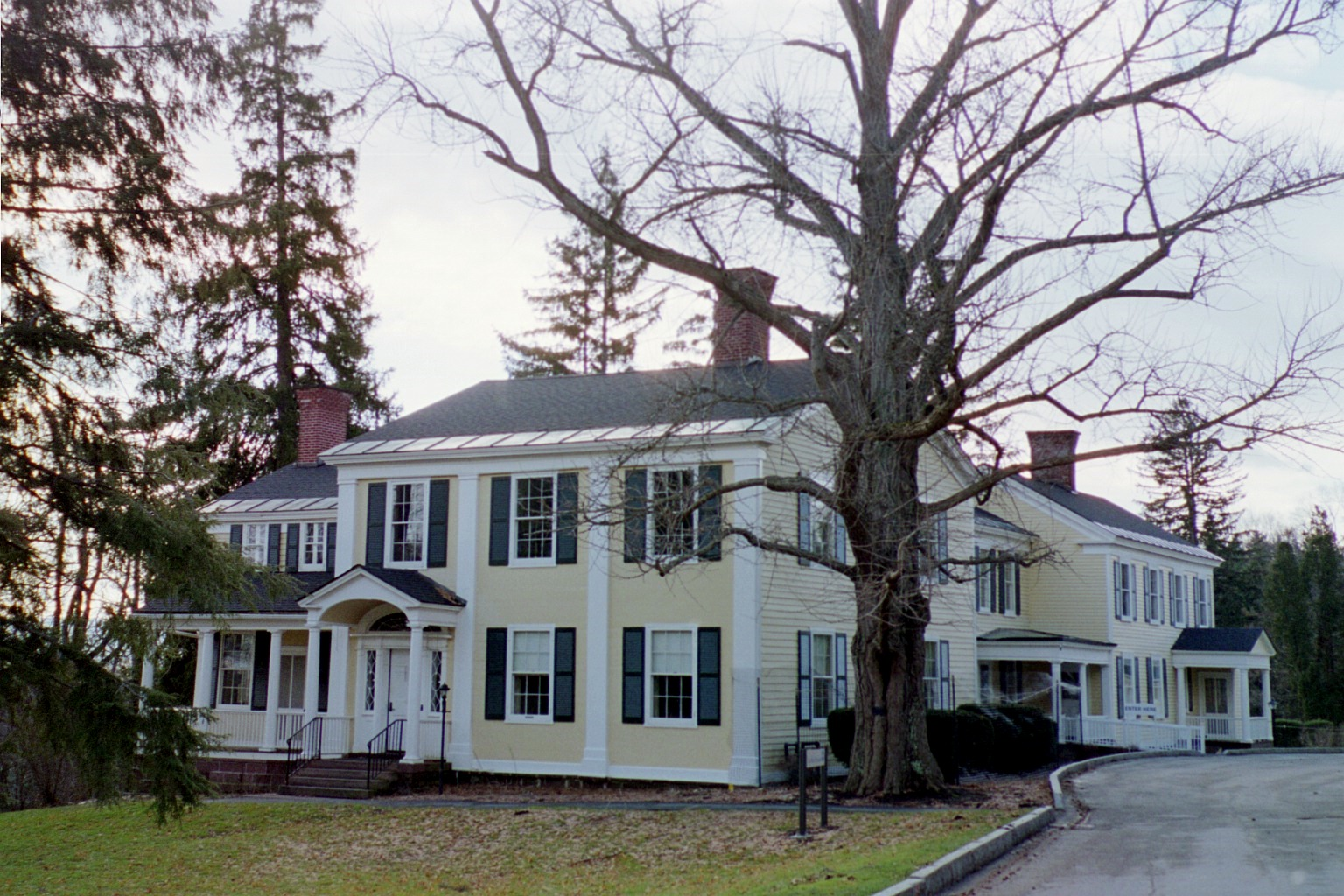
Elihu Root House (2008) hat den Status einer National Historic Landmark.

Das County wurde am 15. März 1798 als eigenständiges County durch Abtrennung von Herkimer County gegründet und nach den Oneida-Indianern benannt, nachdem die Bevölkerungszahl des Gebietes während der Pionier-Phase der Gegend stark gestiegen war und eine eigenständige Verwaltung sinnvoll machte. Die ursprüngliche Fläche wurde mehrfach stark verändert und verkleinert, wiederum, um eigene Verwaltungsgebiete zu schaffen. So wurde 1801 ein Teilstück des damals benachbarten Clinton County übernommen, 1805 wurden die Flächen der neu eingerichteten Gebiete Lewis County und Jefferson County abgetrennt, 1816 ein Teil an Oswego County abgegeben sowie 1836 bei der Gründung von Madison County ebenfalls Teile der Fläche des neuen Countys von Oneida County abgegeben. Damit waren die größten Flächenänderungen beendet.
Die Eröffnung des Eriekanals (Fertigstellung 1825) sowie einige ergänzende Kanäle wie der Chenango-Kanal und der Black-River-Kanal förderten die Entstehung von Industrie- und Handelszentren wie Utica, Rome und New Hartford; der Bau von Eisenbahnlinien ab 1838, die den Eriekanal ergänzten und auch im Winter den Warentransport sicherstellten, ließ diese Zentren weiter anwachsen.
Die fruchtbaren Ländereien des Countys wurden in erster Linie für Milchviehwirtschaft genutzt, die wiederum Molkereien und vor allem Käsereien belieferten. Dieser Käse wurde dann per Bahn und Schiff in die großen Städte am Kanal bzw. den Bahnlinien, also insbesondere nach Buffalo und New York City, aber auch nach Chicago und Baltimore versandt. Für 1865 sind 80 Käsereien dokumentiert, von denen 79 die Milch von 27.176 Kühen des Countys bezogen und daraus etwa 4.000 Tonnen  Käse herstellten, mit deutlich steigender Tendenz. Weitere wichtige Industriezweige umfassten Betriebe der Holzwirtschaft und eine Reihe von Steinbrüchen.
Die Wirtschaftskrise der 1930er Jahre berührte die Wirtschaftszentren des Countys stark; die Landwirtschaft wurde dagegen nur wenig beeinträchtigt. Nach dem Zweiten Weltkrieg wurde durch den Bau von Schnellstraßen das Bahnsystem weitgehend ersetzt, was zu einem weiteren wirtschaftlichen Aufschwung führte, der sich bis in die 1970er Jahre fortsetzte. Seither wandern Arbeitskräfte besonders in die Metropolen an den großen Seen und der Ostküste ab.
Im County liegt ein National Monument, das Fort Stanwix. Sechs Orte haben den Status einer National Historic Landmark. 76 Bauwerke und Stätten des Countys sind insgesamt im National Register of Historic Places eingetragen (Stand 17. Februar 2018), darunter die Deansboro Railroad Station.

### Einwohnerentwicklung
| Jahr      | 1800    | 1810    | 1820    | 1830    | 1840    | 1850    | 1860    | 1870    | 1880    | 1890    |
| --------- | ------- | ------- | ------- | ------- | ------- | ------- | ------- | ------- | ------- | ------- |
| Einwohner | 22.047  | 33.792  | 50.997  | 71.326  | 85.310  | 99.566  | 105.202 | 110.008 | 115.475 | 122.922 |
| Jahr      | 1900    | 1910    | 1920    | 1930    | 1940    | 1950    | 1960    | 1970    | 1980    | 1990    |
| Einwohner | 132.800 | 154.157 | 182.833 | 198.763 | 203.636 | 222.855 | 264.401 | 273.037 | 253.466 | 250.836 |
| Jahr      | 2000    | 2010    | 2020    | 2030    | 2040    | 2050    | 2060    | 2070    | 2080    | 2090    |
| Einwohner | 235.469 | 234.878 | 232.125 |         |         |         |         |         |         |         |

## Städte und Ortschaften
Zusätzlich zu den unten angeführten selbständigen Gemeinden gibt es im Oneida County mehrere villages.
| Ortschaft    | Status | Einwohner (2010) | Gesamte Fläche [km²] | Landfläche [km²] | Bevölkerungsdichte [Einwohner / km²] | Gründung      | Besonderheit                                                                                    |
| ------------ | ------ | ---------------- | -------------------- | ---------------- | ------------------------------------ | ------------- | ----------------------------------------------------------------------------------------------- |
| Annsville    | town   | 3.012            | 156,6                | 155,8            | 19,3                                 | 12. Apr. 1823 |                                                                                                 |
| Augusta      | town   | 2.020            | 71,8                 | 71,8             | 28,1                                 | 15. März 1798 |                                                                                                 |
| Ava          | town   | 676              | 97,6                 | 97,5             | 6,9                                  | 12. Mai 1846  |                                                                                                 |
| Boonville    | town   | 4.555            | 187,9                | 186,1            | 24,5                                 | 28. März 1805 |                                                                                                 |
| Bridgewater  | town   | 1.522            | 61,8                 | 61,7             | 24,7                                 | 24. März 1797 |                                                                                                 |
| Camden       | town   | 4.934            | 140,2                | 139,8            | 35,3                                 | 15. März 1799 |                                                                                                 |
| Deerfield    | town   | 4.273            | 85,6                 | 85,3             | 50,1                                 | 15. März 1798 |                                                                                                 |
| Florence     | town   | 1.025            | 142,4                | 142,2            | 7,2                                  | 16. Feb. 1805 |                                                                                                 |
| Floyd        | town   | 3.819            | 90,1                 | 89,6             | 42,6                                 | 4. März 1796  |                                                                                                 |
| Forestport   | town   | 1.535            | 204,3                | 199,1            | 7,7                                  | 24. Nov. 1869 | siehe: Forestport Tower                                                                         |
| Kirkland     | town   | 10.315           | 87,6                 | 87,5             | 117,9                                | 13. Apr. 1827 |                                                                                                 |
| Lee          | town   | 6.486            | 117,9                | 116,8            | 55,5                                 | 3. Apr. 1811  |                                                                                                 |
| Marcy        | town   | 8.982            | 86,3                 | 85,1             | 105,5                                | 30. März 1832 |                                                                                                 |
| Marshall     | town   | 2.131            | 84,9                 | 84,9             | 25,1                                 | 21. Feb. 1829 |                                                                                                 |
| New Hartford | town   | 22.166           | 66,0                 | 65,6             | 337,9                                | 12. Apr. 1827 |                                                                                                 |
| Paris        | town   | 4.411            | 81,6                 | 81,5             | 54,1                                 | 10. Apr. 1792 |                                                                                                 |
| Remsen       | town   | 1.929            | 95,5                 | 94,4             | 20,4                                 | 15. März 1798 |                                                                                                 |
| Rome         | city   | 33.725           | 195,8                | 193,7            | 174,1                                | 4. März 1796  | Gegründet als town; zur city ernannt am 23. Februar 1870                                        |
| Sangerfield  | town   | 2.561            | 80,2                 | 79,8             | 32,1                                 | 5. März 1795  |                                                                                                 |
| Sherrill     | city   | 3.071            | 6,0                  | 6,0              | 511,8                                | 1916          |                                                                                                 |
| Steuben      | town   | 1.100            | 110,6                | 110,5            | 10,0                                 | 10. Apr. 1792 |                                                                                                 |
| Trenton      | town   | 4.498            | 113,2                | 112,3            | 40,1                                 | 24. März 1797 |                                                                                                 |
| Utica        | town   | 62.235           | 44,1                 | 43,4             | 1434,0                               | 3. Apr. 1798  | County Seat; gegründet als village, zur town ernannt 1827, zur city erklärt am 13. Februar 1832 |
| Vernon       | town   | 5.408            | 98,0                 | 98,0             | 55,2                                 | 17. Feb. 1802 |                                                                                                 |
| Verona       | town   | 6.293            | 180,3                | 179,3            | 35,1                                 | 17. Feb. 1802 |                                                                                                 |
| Vienna       | town   | 5.440            | 246,2                | 159,2            | 34,2                                 | 3. Apr. 1807  |                                                                                                 |
| Western      | town   | 1.951            | 141,6                | 132,6            | 14,7                                 | 10. Feb. 1797 |                                                                                                 |
| Westmoreland | town   | 6.138            | 111,8                | 111,7            | 55,0                                 | 10. Apr. 1792 |                                                                                                 |
| Whitestown   | town   | 18.667           | 70,8                 | 70,7             | 264,0                                | 7. März 1788  |                                                                                                 |